# Пиер Луи Дюлон
Пиер Луи Дюлон (на френски: Pierre Louis Dulong) е френски физик и химик. Той е роден през 1785 година в Руан. Основните му научни приноси са в областта на топлоемкостта, разширението и коефициента на пречупване на газовете. Умира през 1838 година в Париж.